# Anne Charton-Demeur
Anne Charton-Demeur, née Anne Arsène Charton à Saujon le 3 mars 1824, morte à Paris (17e arrondissement) le 30 novembre 1892 est une soprano dramatique ou mezzo-soprano. Elle est apparue dans les rôles principaux de nombreux opéras, en particulier dans les productions originales de Béatrice et Bénédict et des Troyens de Berlioz.

## Biographie
Anne Arsène Charton-Demeur est née à Saujon, en Charente-Maritime, et suit des cours de chant à Bordeaux. En 1842, elle y fait ses débuts dans le rôle-titre de Lucia di Lammermoor. Elle se produit à Toulouse, puis à Bruxelles en 1846. En juillet de la même année, elle fait des débuts réussis au théâtre de Drury Lane à Londres, dans Le Postillon de Lonjumeau, et apparaît également dans La Juive en juillet et, avec un grand succès, dans Le Domino noir et Der Freischütz.
En 1847, elle épouse Jules-Antoine Demeur, un flûtiste belge, qu'elle a rencontré à Drury Lane.
Après avoir chanté avec peu de succès  à l'Opéra-Comique de Paris, de 1849 à 1853, elle adopte le goût italien et se produit avec succès à Saint-Pétersbourg, Vienne, en Amérique du Nord et du Sud, et à Paris au Théâtre-Italien, dans le rôle de Desdémone dans Otello de Rossini en 1862.
En août de cette année, Anne Charton-Demeur interprète le rôle-titre dans la production originale de Béatrice et Bénédict de Berlioz. Le compositeur est particulièrement satisfait de ses qualités de chanteuse. Il lui confie le rôle de Didon dans Les Troyens, réduits de moitié en tant que Les Troyens à Carthage le 4 novembre 1863.
La partition et l'interprète de Berlioz obtiennent un grand succès auprès des artistes, dont le peintre Corot « qui connaissait la partition presque par cœur et la chantait à son chevalet lorsqu'il n'arrivait pas à obtenir que sa voisine, Mme Charton-Demeur, vienne la lui chanter ».
La soprano se retire officiellement de la scène vers 1869, tout en se produisant occasionnellement dans des concerts.